# Herrschaft Regensberg

Die Herrschaft Regensberg entstand im Hochmittelalter als Gründung der Freiherren von Regensberg. Zwischen 1409 und 1798 war Regensberg eine Landvogtei («Äussere Vogtei») der Stadt Zürich. 

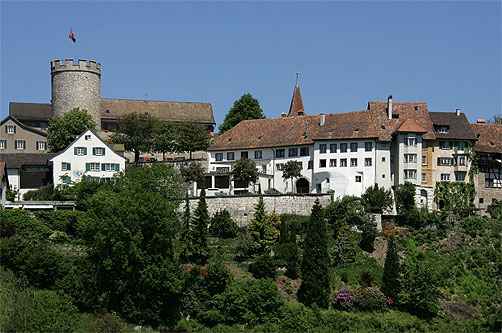
Schloss Regensberg, Herrschaftssitz von 1245 bis 1871

## Freiherren von Regensberg
Die Freiherren von Regensberg waren ein bedeutendes Schweizer Adelsgeschlecht im Zürichgau. Ihre Blütezeit erlebten die Regensberger im Hochmittelalter, und zu ihrem Herrschaftsbereich gehörten weite Teile des heutigen Kantons Zürich. Zu ihren bekanntesten Gründungen zählen die Klöster Fahr und Rüti sowie die Städtchen Regensberg, Grüningen, Kaiserstuhl und Glanzenberg. Hinzu kam Streubesitz im Aargau, Thurgau und nördlich des Rheins bis nach St. Blasien im Schwarzwald sowie einige namhafte Burgen und Pfarrkirchen.

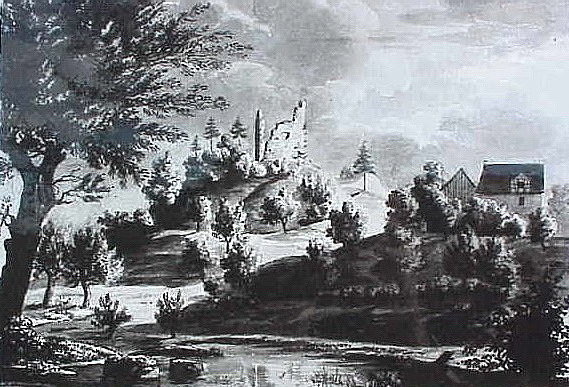
Burg Alt-Regensberg, Aquarell von Ludwig Schulthess, um 1840

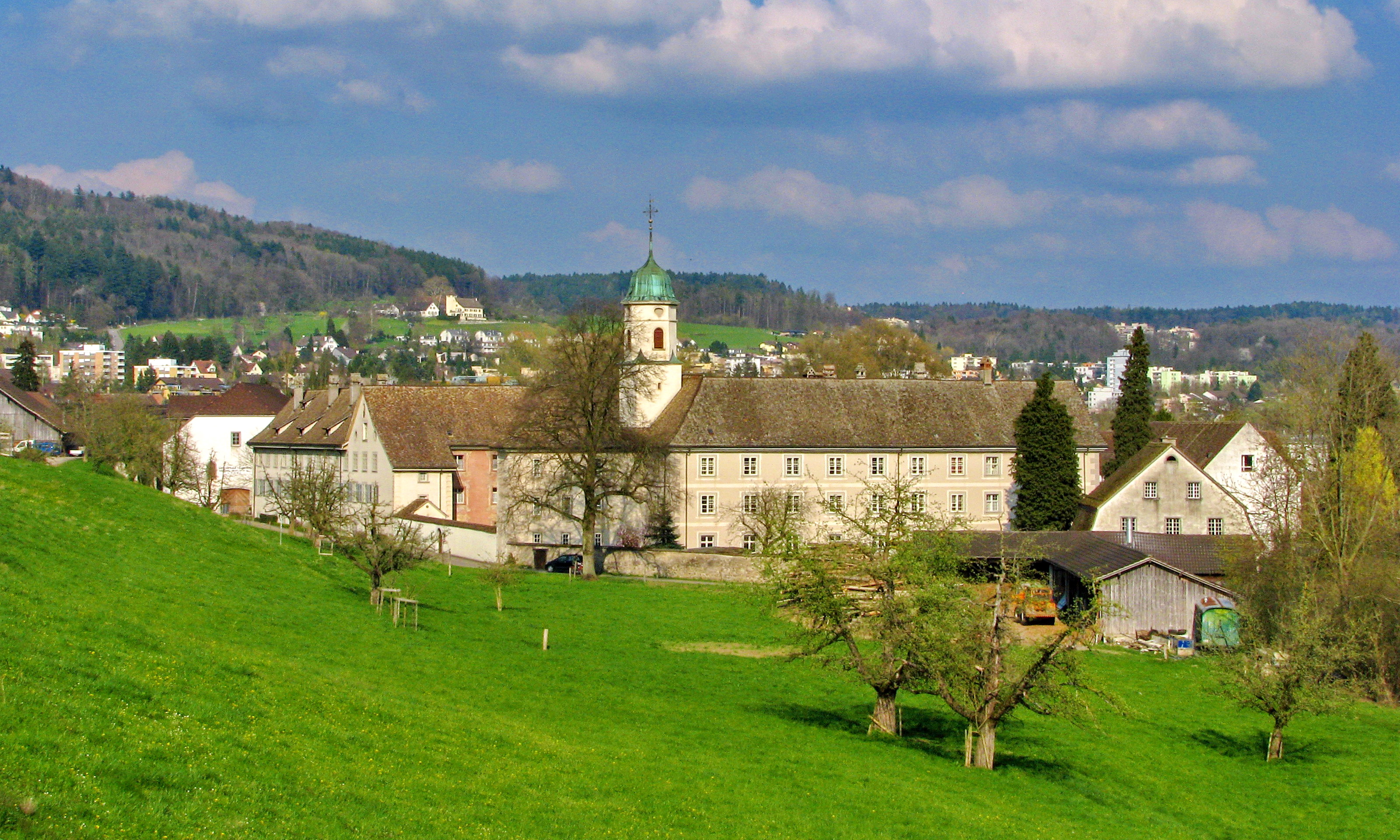
Kloster Fahr, eine Enklave des Kantons Aargau

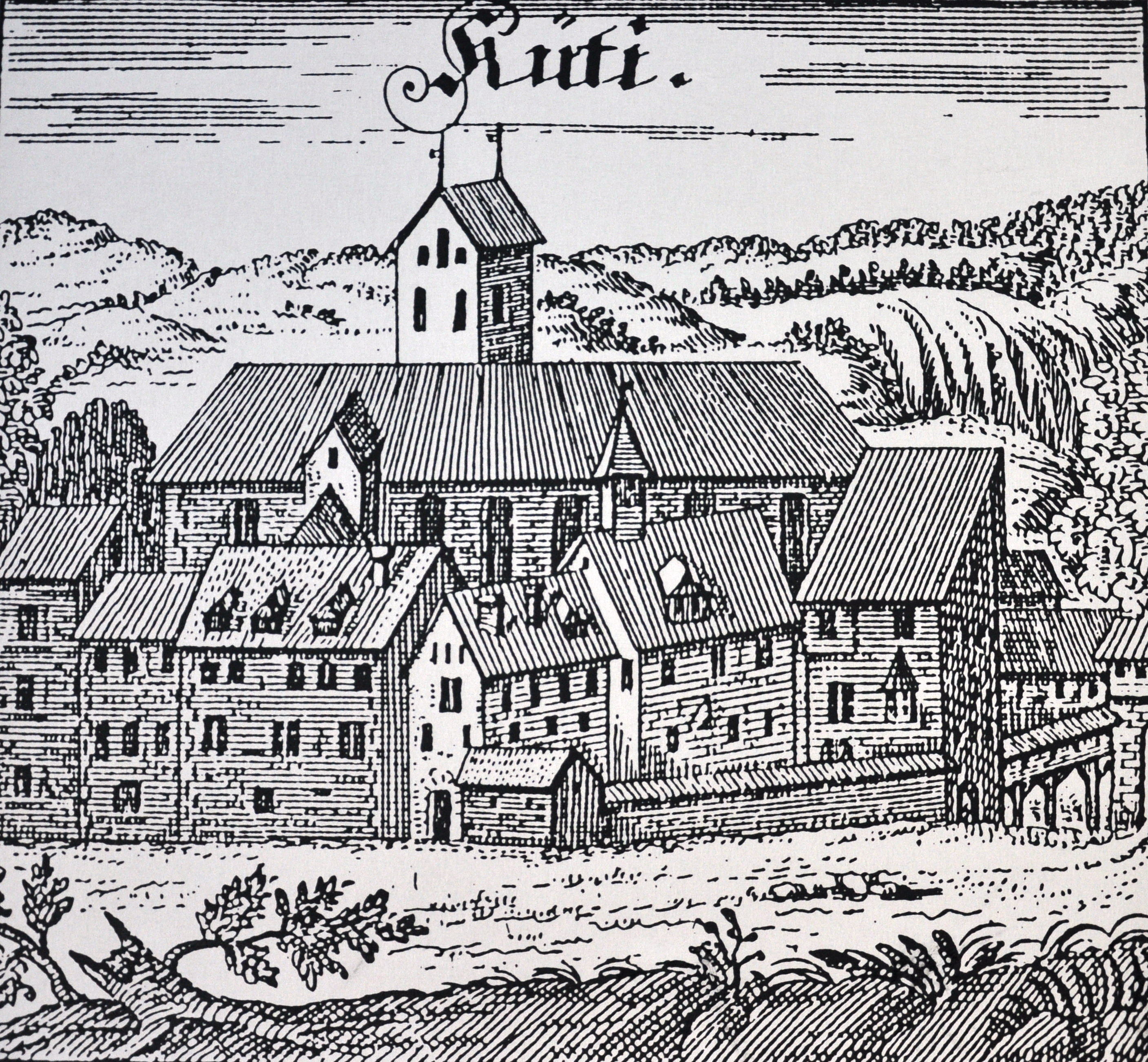
Kloster Rüti auf einem Stich von Johann Melchior Füssli um 1700

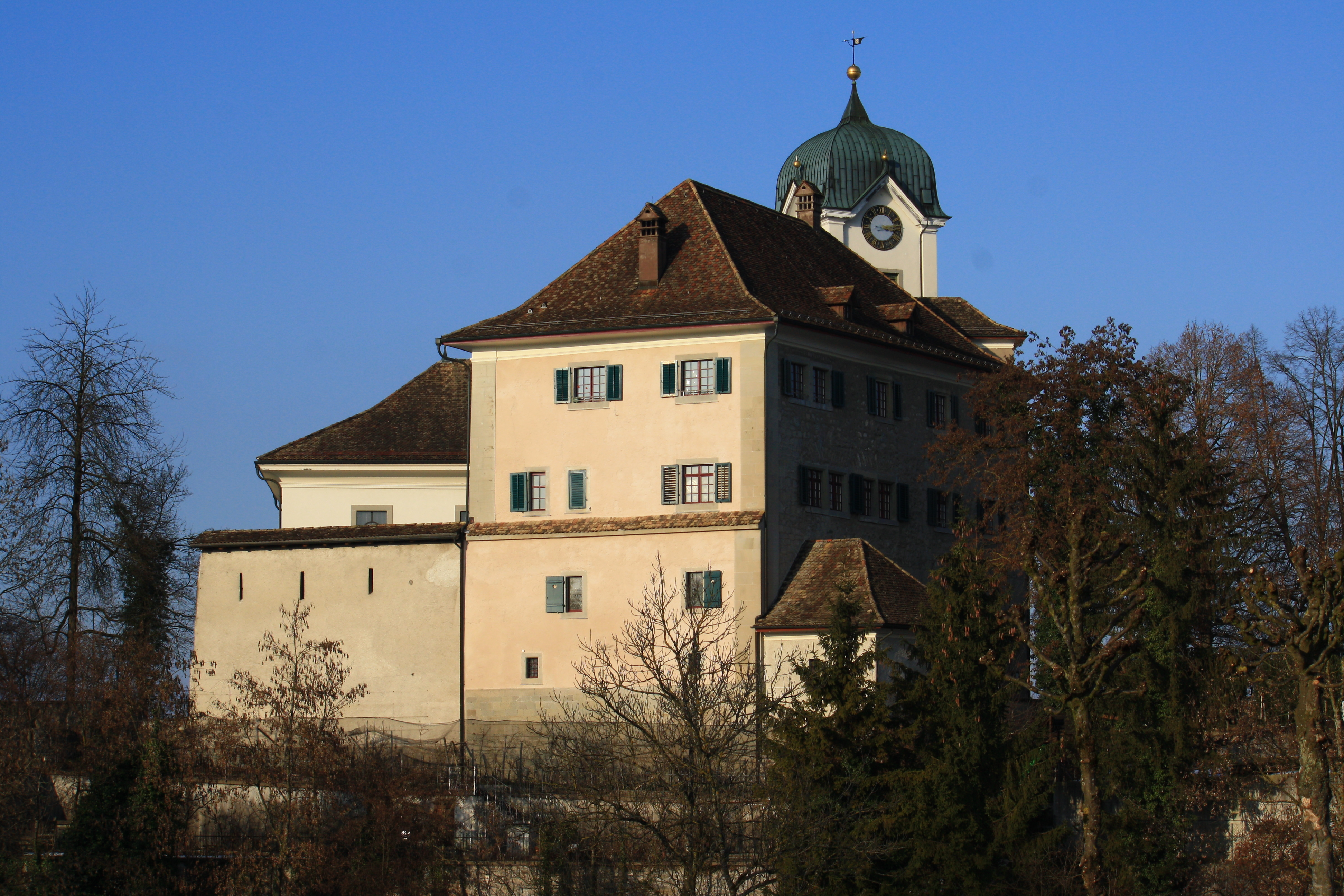
Schloss und Kirche in Grüningen

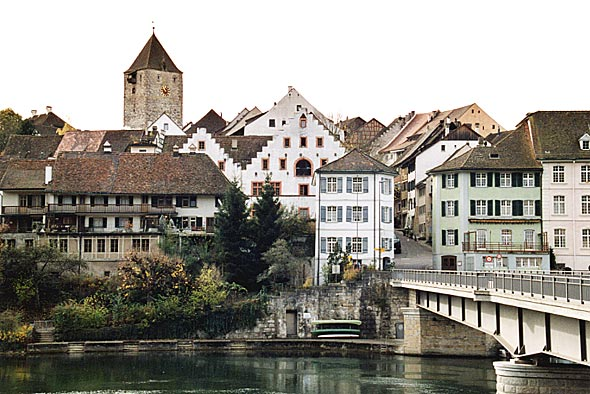
Altstadt von Kaiserstuhl vom deutschen Ufer aus gesehen

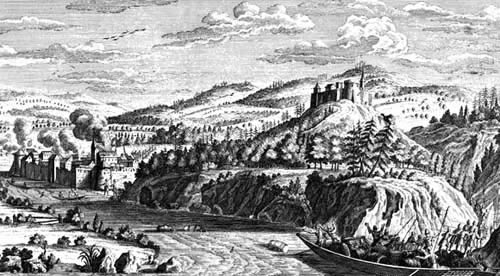
Angebliche Zerstörung Glanzenbergs während der Regensberger Fehde, Zeichnung 1715

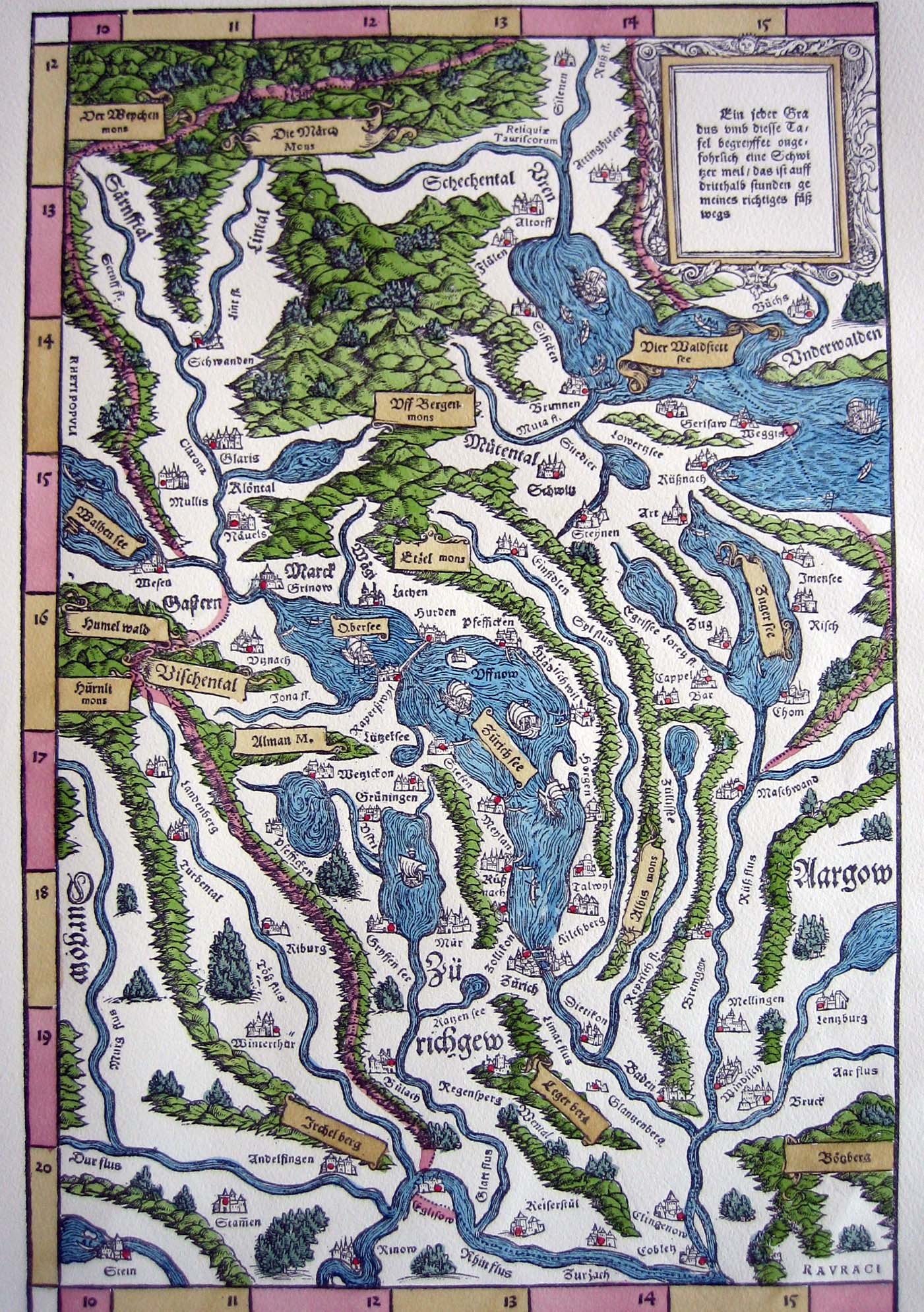
Der Zürichgau in der Stumpf'schen Chronik von 1547/48

Die Abstammung der Freiherren von Regensberg geht vermutlich auf die burgundischen Grafen von Mömpelgard-Mâcon zurück. Lütold von Affoltern, ein Neffe Hunfrieds, gilt als Stammvater der Regensberger und liess um das Jahr 1040 in der Nähe von Regensdorf die Burg Alt-Regensberg (Altburg) errichten, an der heutigen Grenze zur Stadt Zürich, unweit des Katzensees. Sein Sohn Lütold I. (* um 1040, † 1088) begann sich nach der Burg zu nennen und begründete damit die Linie der Freiherren von Regensberg. Mit der Stiftung von Kloster Fahr im Jahr 1130 sicherten sich die Regensberger die Vogtei über dessen Besitzungen.

### Territoriale Ausdehnung
Lütold IV. (* um 1140, † 1218 in Akkon, Palästina) hatte seine Machtstellung bereits derart ausgebaut, dass er sich ab dem frühen 13. Jahrhundert Graf von Regensberg nennen konnte. Er besass zu diesem Zeitpunkt Güter und Rechte in weiten Teilen des westlichen Zürichgaus. Um das Jahr 1206 stiftete Lütold IV. das Prämonstratenser Kloster Rüti und schenkte der Abtei unter anderem Seegräben und die Mühle Aathal, mit Vorbehalt des Patronats und Schutzrechtes. Sein Nachfolger befreite die Abtei von Steuerabgaben in Grüningen und sicherte sich die Vogteirechte.
Als 1218 der letzte Zähringer und Reichsvogt des Zürichgaus starb, verlieh Kaiser Friedrich II. der Stadt Zürich die Reichsfreiheit und nahm die verbliebenen Lehen der Reichsvogtei an die Krone zurück. Teilstücke verlieh er an lokale Adelsgeschlechter, womit die Freiherren von Regensberg vermutlich Einfluss auf Teile der alten Reichsvogtei erlangten, wozu auch das Ufergebiet des Zürichsees gehörte.
Mit der Eröffnung des Gotthardpasses gewann der Nord-Süd-Handel stark an Bedeutung, und die Regensberger beabsichtigten vermutlich, den profitablen Warenfluss auch durch ihr Gebiet zu lenken. Im Rahmen der territorialen Konkurrenzierung zwischen den Regensbergern und der florierenden Stadt Zürich, in der ersten Hälfte des 13. Jahrhunderts, bauten die Regensberger die Burg Fahr aus. Anliegend gründeten sie um das Jahr 1240 das Städtchen Glanzenberg «ennet der Limmat bei Dietikon», um den Handelsverkehr auf der Limmat zu kontrollieren.
Von Lütold V. oder seinem Sohn Ulrich (I.) wurde um 1245 auf der Lägern Burg und Städtchen Neu-Regensberg als der neue Stammsitz und Verwaltungssitz der Herrschaft Regensberg erbaut, gesichert von kleineren Vorwerken auf der Lägern.
Nach dem Tod von Lütold V. kam es zwischen seinen beiden Söhnen, Lütold VI. und Ulrich von Regensberg, wohl um Jahr 1250 zur Erbteilung. Ulrich erhielt das Burgstädtchen Neu-Regensberg sowie Besitz im Gebiet von Glanzenberg, Fahr und Weiningen.
Er residierte fortan auf Neu-Regensberg, sein Bruder Lütold VI. in Alt-Regensberg.
1253 übergab das Kloster St. Gallen die Vogteirechte über Grüningen, zusammen mit umliegenden Höfen an Lüthold VI. von Regensberg. Grüningen wurde wie das Städtchen Regensberg als Verwaltungszentrum und als eine der wichtigsten Besitzungen der Freiherren ausgebaut und befestigt.
Im Südwesten der Stadt Zürich dominierten die Regensberger Burgen Uetliberg und Friesenberg sowie vermutlich auch Burg Baldern den Zugang der Stadt Zürich am linken Ufer des Zürichsees, ins Säuliamt und in die Innerschweiz sowie ins Sihltal. Das rechte Seeufer wurde von der Burg Wulp oberhalb von Küsnacht überwacht. Im westlich der Stadt Zürich gelegenen Limmattal beherrschte Landenberg den Schiffsverkehr auf der Limmat und die Strasse Richtung Baden. Den Nordwesten Richtung Winterthur, Schaffhausen, ins Zürcher Oberland und östlich durch das Wehntal und nördlich zum Rhein sicherten die Burgen Alt-Regensberg und Neu-Regensberg.

### Regensberger Fehde
Historisch verbrieft ist der Erbstreit ab 1264 um den beträchtlichen Nachlass der ausgestorbenen Grafen von Kyburg, in dessen Verlauf Graf Rudolf von Habsburg wohl Ansprüche der Regensberger überging und seine Territorialansprüche mit dem Niedergang der Regensberger ab 1268 festigen konnte.
Zeitgenössische Quellen zum Verlauf der sogenannten Regensberger Fehde fehlen. Spätmittelalterliche Chronisten berichten von der angeblichen Zerstörung der die Stadt Zürich behindernden Besitzungen der Freiherren, doch auf den angeblich zerstörten Burgen – Alt.Lägern, Burg und Städtchen Glanzenberg, Baldern, Burg Friesenberg, Üetliburg, Wulp und Utznaburg – konnte eine gewaltsame Zerstörung in den Jahren 1267/68 bislang nicht zweifelsfrei nachgewiesen werden.

### Niedergang der Regensberger
Nach der Regensberger Fehde gegen die mit der Stadt Zürich verbündeten Habsburger, die vor allem Graf Rudolf von Habsburg führte, setzte nach 1268 der wirtschaftliche und politische Niedergang der Regensberger ein. Bereits 1269 verkauften die Regensberger Grüningen als eines ihrer wertvollsten Besitztümer an Habsburg.
Das Klosterarchiv Einsiedeln erläutert im Professbuch der Äbte den schwerwiegenden Wandel im Kräftegleichgewicht des Zürichgaus Ende des 13. Jahrhunderts:
… Als Graf Ludwig von Homberg aber den 27. April 1289 gestorben war, übertrug der König seiner Witwe Elisabeth auf deren Bitten die Höfe Stäfa, Erlenbach, Pfäffikon und Wollerau, dazu noch die Pfäfers gehörenden Höfe zu Männedorf und Tuggen. Die übrigen Höfe und die Vogtei blieben aber bei den Herzögen von Österreich.
Dieser Übergang der Vogtei an die Habsburger hatte für das Stift die weittragendsten Folgen; denn als um diese Zeit der Marchenstreit wieder auflebte, nahm dieser ganz neue Formen an … Im Kloster wollten die Schwyzer vor allem dessen Vögte, die Habsburger, treffen.
Auch die Vogtei über das Kloster Fahr wechselte damals ihren Inhaber. Ulrich I. von Neu-Regensberg, dessen Familie dem finanziellen Ruin entgegenging, verkaufte sie um 200 Mark seinem Oheim, Bischof Rudolf von Konstanz; der Sohn, Lütold VIII. kaufte sie aber um die gleiche Summe wieder zurück. Derselbe Lütold verkaufte dem Kloster Fahr einen Hof in Obersteinmauer. Um diese Zeit wurde wahrscheinlich auch das Hofrecht von Fahr niedergeschrieben, das freilich nur mehr in einer Kopie aus dem Jahre 1660 sich erhalten hat. Für die St. Gangulphskapelle erwirkte Abt Heinrich 1288 einen Ablassbrief von zwei Erzbischöfen und zehn Bischöfen, die sich am päpstlichen Hofe in Rieti befanden …
In einer Urkunde vom 11. Juni 1300 verzichtete Ulrichs Witwe auf ihr Leibgeding zu Gunsten des Klosters Wettingen. Im folgenden Jahr erwarb das Kloster Fahr von Lütold VIII. von Regensberg den Hof Glanzenberg und andere Güter sowie weitere am 25. Februar 1301, als die Regensberger die Vogtei über das Kloster Fahr aufgaben, mit der Bitte, sie an Bertold und Jakob Schwenden, Bürger von Zürich, zu verleihen.
Ulrichs Sohn Lütold VIII. musste im Jahr 1302 auch Neu-Regensberg an Habsburg-Österreich verkaufen.
Lütold IX. hatte sich wahrscheinlich auf die Stammburg Alt-Regensberg zurückgezogen und stellte 1321 zum letzten Mal eine Urkunde aus. Als die Regensberger um das Jahr 1331 in der männlichen Linie mit Lütold IX. ausstarben, gelangte diese vermutlich letzte verbliebene Besitzung der Regensberger Herrschaft im Jahr 1350 durch Erbgang in den Besitz der Herren von Landenberg-Greifensee.

### Herrschaft Regensberg unter Habsburg-Österreich
Die Verlagerung des habsburgischen Machtzentrums nach Österreich spiegelt sich in den wiederholten Verpfändungen der Regensberger Besitzungen in der zweiten Hälfte des 14. Jahrhunderts.
Der nun habsburgisch-österreichische Besitz beziehungsweise das Amt Regensberg umfasste Güter und Rechte in der Gegend der Lägern, den die Herrschaft Regensberg dominierenden Höhenzug im Westen des heutigen Kantons Zürich, benannt nach Schloss und Städtchen Regensberg.
1409 verpfändete der Habsburger Regent von Vorderösterreich und Tirol, Herzog Friedrich «mit der leeren Tasche» die Herrschaft an Zürich. Zu einer Pfandauslösung kam es nicht. Einerseits fehlten Österreich die Mittel, andererseits verfolgte die Stadt Zürich seit Mitte des 14. Jahrhunderts eine expansive Territorialpolitik.

## Landvogtei Regensberg (1417–1798)
Nachdem das Pfand nicht eingelöst wurde, ging Regensberg im Jahr 1417 völlig an die Stadt Zürich über. Die Herrschaft wurde mit den Gemeinden Regensberg, Bachs, Boppelsen, Buchs, Dielsdorf, Niederweningen, Oberweningen, Otelfingen, Schleinikon, Schöfflisdorf, Niedersteinmaur, Obersteinmaur und Sünikon als Obervogtei, später als Landvogtei organisiert, verwaltet von einem Landvogt auf Schloss Regensberg. Das Amt grenzte an die zürcherischen «Inneren Vogteien» Neuamt und Regensdorf (Obervogteien) sowie an den Aargau.

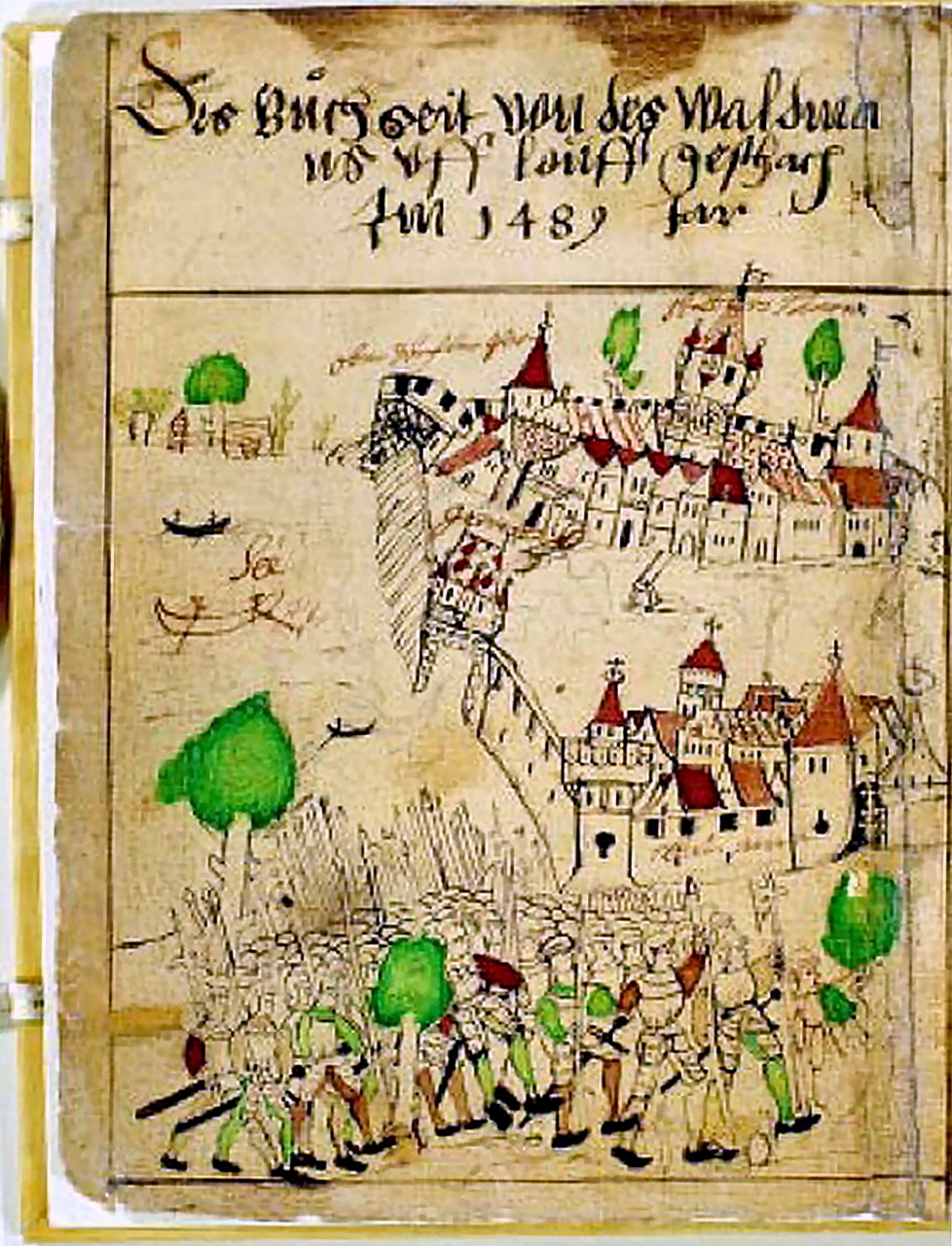
Bewaffneter Aufmarsch der Bauern vor der Stadt Zürich 1489 im Waldmannhandel, «Hönggerbericht» («Höngger Relation») um 1500

Wie beispielsweise in der Vogtei Grüningen, amtete der Landvogt als Statthalter von Zürich, mehr oder weniger mit harter Hand, wogegen sich die Bauern wiederholt auflehnten. So auch im Amt Regensberg 1489 beim Waldmannhandel, der zur Hinrichtung des Zürcher Bürgermeisters Hans Waldmann führte. Eine stärkere Vereinheitlichung und Straffung der städtischen Herrschaft scheiterte mehrfach am Widerstand der Landbevölkerung, die sich ihre Privilegien aus Zeiten der relativen Unabhängigkeit von der Zürcher Obrigkeit erhalten wollte.
In Dielsdorf, Standort des ehemaligen Meierhofs der Freiherren von Regensberg, genossen sogar die Hörigen und Leibeigenen einen gewissen Wohlstand und Vorrechte gegenüber den Landbewohnern anderer Vogteien. Der Regensberger Hausmeier (lat. major domus) beaufsichtigte den örtlichen Meierhof und verwaltete zugleich auch die Naturalabgaben im Kellhofkeller des Klosters St. Gallen, einem der wichtigsten Grundbesitzer im Amt. Die «Gotteshausleute», wie die Untertanen des Klosters genannt wurden, galten als privilegiert, was sie vermutlich auch unter Habsburger Herrschaft (Habsburger Urbar) blieben, die beispielsweise in Rapperswil und Grüningen im Vergleich zu den Zürcher Landvögten mit milder Hand regierten.
Pfingsten 1443 wurde Regensberg im Alten Zürichkrieg (1436–50) durch die Eidgenossen erobert, aber nicht zerstört. Einziges bekanntes Opfer soll der Vogt von Regensberg gewesen sein, wie auch der Landvogt von Grüningen einige Monate später, und Zürich besetzte Regensberg bereits 1444 wieder mit Truppen. Im gleichen Jahr übergab die letzte Vertreterin der Landenberger die Altburg, die wie das Städtchen Greifensee Ende Mai von den Acht Alten Orten zerstört wurde. Die Innerschweizer haben das direkte Umland von Zürich nach der erfolglosen Belagerung der Stadt nicht geschont: So wurde Schöfflisdorf, das nahe Niederhasli respektive Nassenwil und die Kirche zerstört, ebenso Bülach im Jahr 1444 gebrandschatzt. Nachdem keine der Seiten mehr den Krieg fortzusetzen vermochte, wurden am 24. August 1450 durch die Acht Alten Orte beim Kloster Einsiedeln feierlich die alten Bünde durch Eid erneuert und die im Krieg erbeuteten Fahnen ausgetauscht. Damit war der Alte Zürichkrieg auch formal beendet, und für lange Zeit herrschte im Amt Regensberg Friede.
1790 schrieb Anton Werdmüller im zweiten Teil der Memorabilia Tigurina:
«… die Bewohner der Herrschaft Regensberg seien wohlhabend, das Land sei fruchtbar und die Landwirtschaft blühe. Die Herrschaftsangehörigen bildeten im Rahmen des Zürcher Staatswesens einen eigenen Stand bzw. eine Rechtspersönlichkeit, die über gewisse Steuerrechte verfügte, Eigentum besass und sich 1665 auch ein eigenes Amtshaus erbaute».

## Helvetik, Mediation und Restauration (1798–1830)

### Vom Distrikt zum Oberamt
Die zürcherische Landvogtei Regensberg endete 1798 mit der französischen Revolution und dem Einmarsch der Revolutionstruppen.
Am 3. Februar 1798 wurde in Wädenswil ein Kongress abgehalten, bei dem Abgeordnete aus 72 Gemeinden tagten, um Druck auf die Regierung in der Stadt auszuüben. Die Erklärung über die vollkommene Freiheit und Gleichheit zwischen Stadt und Land durch ein Dekret des Grossen Rates am 5. Februar 1798 kam jedoch zu spät. Am 13. März 1798 dankte der zürcherische Rat ab, die Landvogteien wurden aufgehoben, und der letzte amtierende Landvogt verliess Regensberg.
Das Herrschaftsgebiet der Stadt Zürich wurde in 15 Distrikte eingeteilt. Ein Teil der ehemaligen Landvogtei Regensberg wurde dem helvetischen Distrikt Bülach zugeordnet. Jeder Distrikt hatte einen Statthalter und ein Gericht von neun Mitgliedern, jede Gemeinde einen Agenten. Sitz des Distriktagenten war in Bülach, ebenso tagte das Distriktsgericht in Bülach.
Die Gemeinden nördlich der Lägern kamen zum neuen Verwaltungsdistrikt Bülach, jene südlich der Lägern zum Distrikt Regensberg, das Kloster Fahr verblieb beim Aargau. Die Aufgaben des Landvogts übernahm der helvetische Statthalter.

## Vom Oberamt zum Bezirk des Kantons Zürich

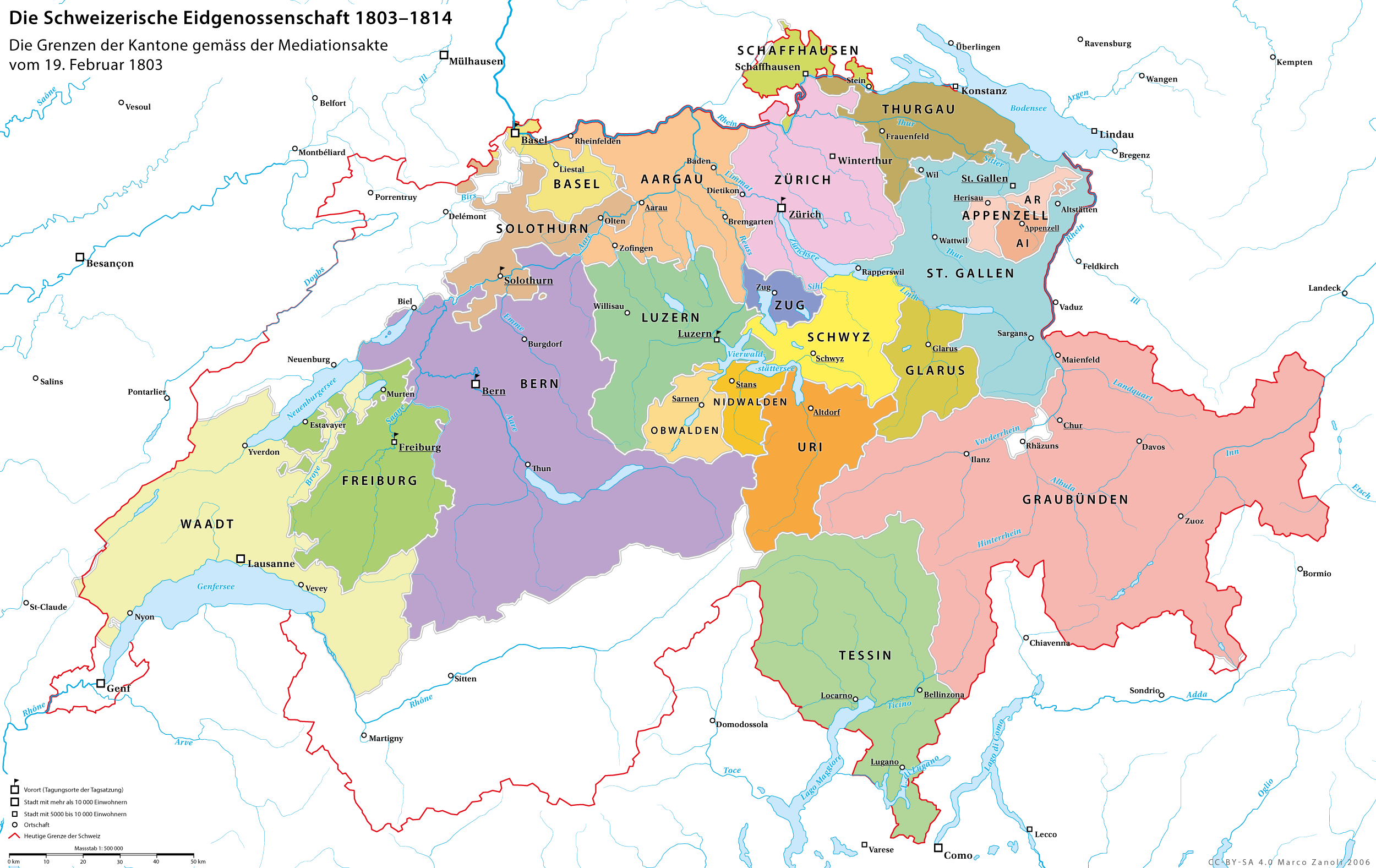
Die Schweizerische Eidgenossenschaft während der Mediationszeit 1803–1814

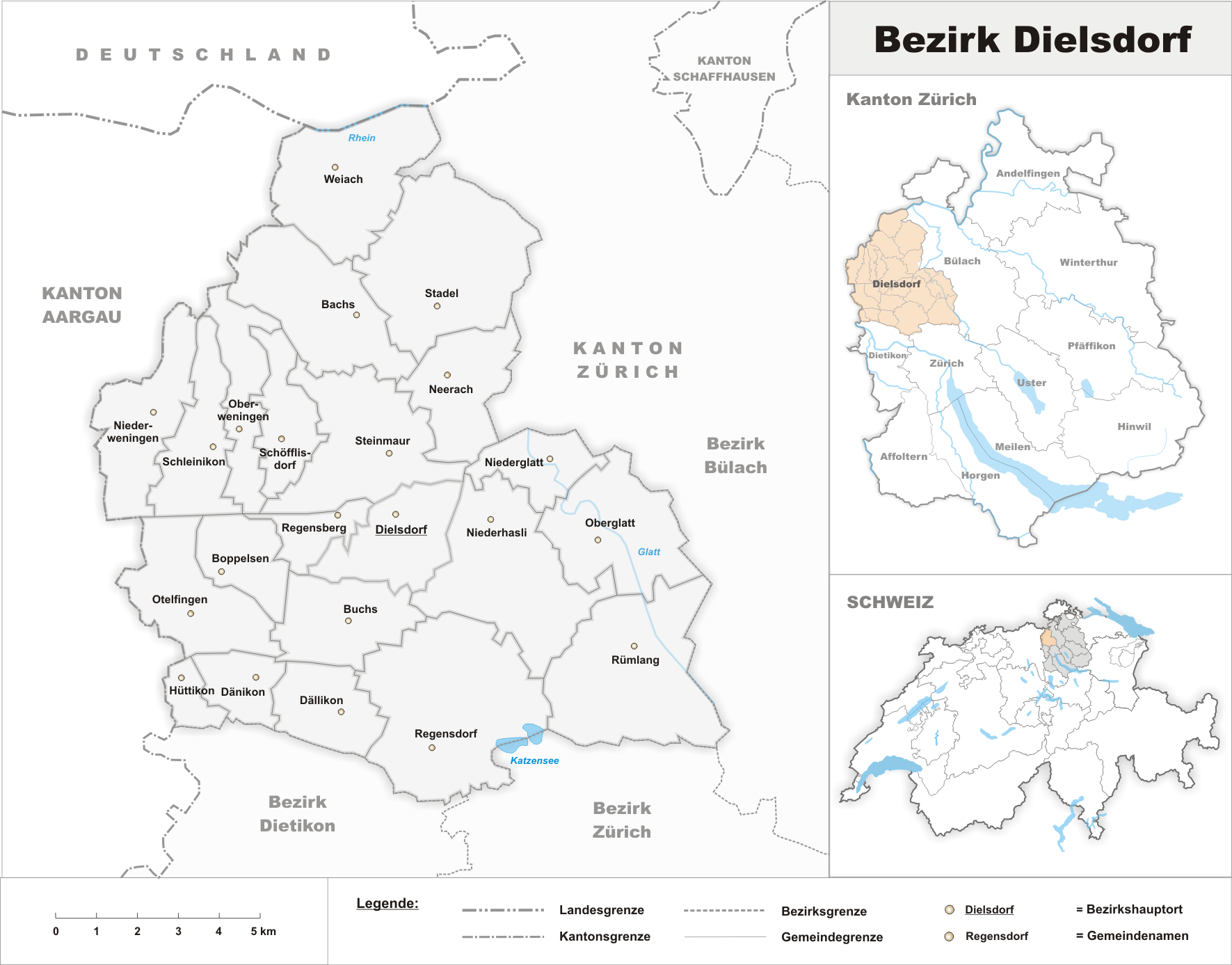
Karte des Bezirks Dielsdorf

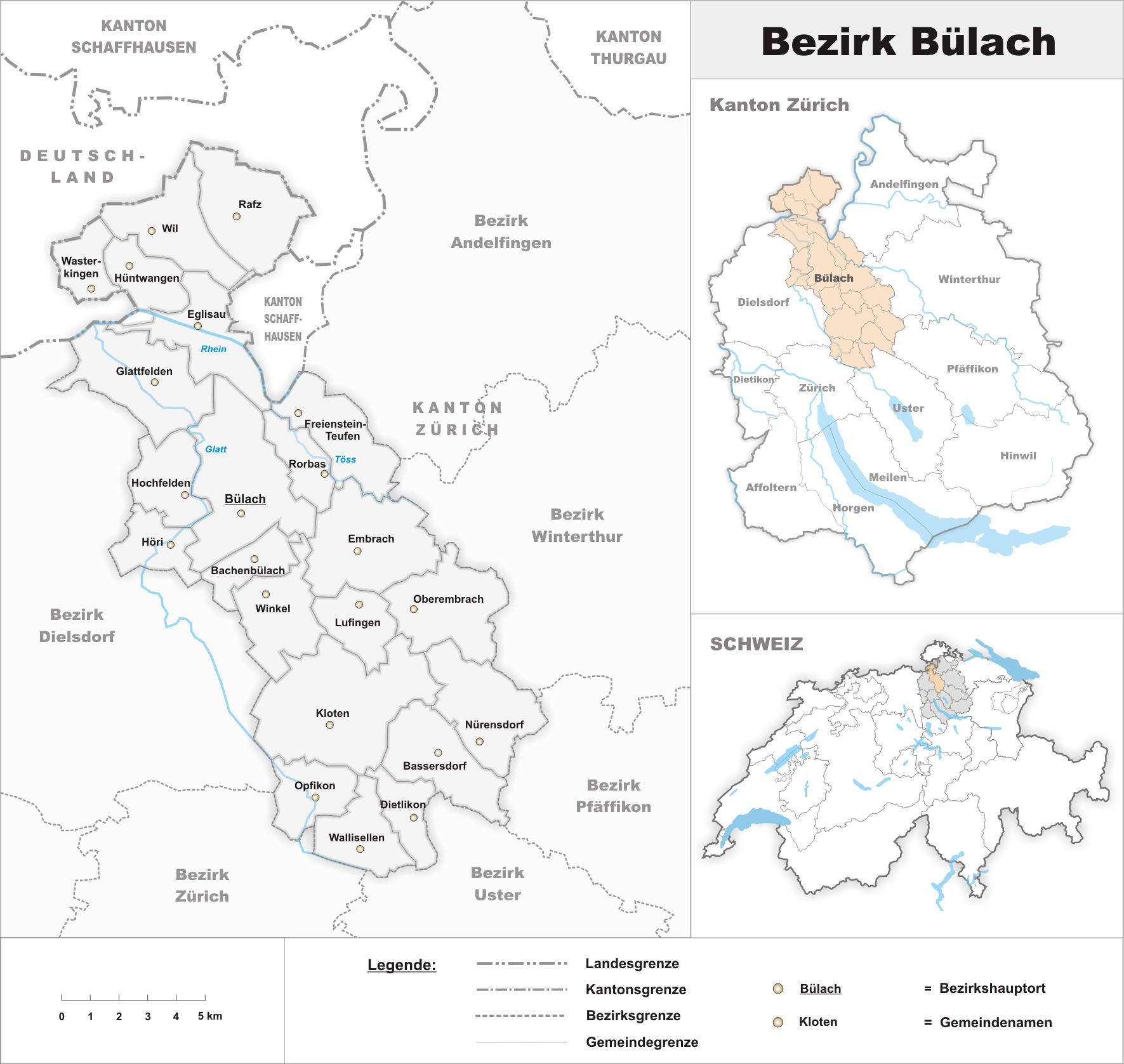
Karte des Bezirks Bülach

Das Ende des Einheitsstaates und des helvetischen Direktoriums kam schon nach fünf Jahren; Am 19. Februar 1803 erfolgte in Paris die Übergabe der Mediationsakte an die Schweiz. Der Kanton Zürich wurde von 1803 bis 1814 in fünf Bezirke eingeteilt, mit wiederum je 13 Zünften, und Regensberg nun zum Mediationsbezirk Bülach mit den Gemeinden der heutigen Bezirke Bezirk Dielsdorf und Bezirk Bülach. In dieser Zeit wurden die Grundlagen der heutigen Gemeindeorganisation der politischen Gemeinde geschaffen.
Mit dem Rückzug der Franzosen aus der Schweiz wurde 1805 der Distrikt aufgehoben und wieder in die Oberämter Regensberg (Westteil) und Bülach (Ostteil) aufgeteilt. Als Folge der endgültigen Niederlage von Napoleon erhielten von 1814 bis 1830 konservative Kreise wieder Oberhand und versuchten die vor dem Einmarsch der Revolutionstruppen vorherrschende Ordnung teilweise wieder einzuführen. Der heutige Kanton Zürich wurde in elf Oberämter eingeteilt, denen jeweils ein Oberamtmann vorstand. Dessen Stellung entsprach derjenigen der früheren Landvögte. In seinen Aufgabenbereich vereinigten sich Verwaltung und Rechtspflege wieder und die Gewaltentrennung aus der Mediationszeit wurde damit teilweise rückgängig gemacht, wenn auch zum Oberamt ein Amtsgericht gehörte, der Oberamtmann war jedoch dessen Präsident.
Als Bezirk des Kantons Zürich entstand Regensberg nach dem Ende der Mediationsverfassung im Jahre 1814 aus dem westlichen Teil des Distrikts Bülach und wurde vorerst Oberamt Regensberg genannt.
1830 forderte das Zürcher Landvolk Reformen und verlangte völlige Gleichberechtigung zwischen Stadt und Landschaft. An einer Volksversammlung wurden am 22. November in Uster in einem Memorial Forderungen aufgestellt. Auf Grund des Drucks der Bevölkerung fanden bereits am 6. Dezember 1830 Wahlen in den neuen Grossen Rat statt. Nur drei Monate später, am 20. März 1831, folgte die Volksabstimmung über die neue Kantonsverfassung, der eine überwältigende Mehrheit der Stimmberechtigten zustimmte.
Mit der Volksabstimmung vom 20. März 1831 wurden die Oberämter aufgehoben und das Amt wurde zum Bezirk Regensdorf.
Bis 1865 blieb das Schloss Regensberg Behördensitz, und im Hauptgebäude befand sich das Bezirksgefängnis.
1852 und 1867 bat die Gemeinde Dielsdorf den Grossen Rat, den Bezirkshauptort in die verkehrsmässig besser erschlossene und mittlerweile bedeutendere Wehntalergemeinde unweit von Regensberg zu verlegen, was nach dem Sieg der Demokratische Bewegung über die Liberalen Kräfte, genehmigt wurde.
Der Bezirkshauptort wurde 1871 nach langen politischen Auseinandersetzungen von der ungeliebten Burg auf dem Buck (das Schloss in Regensberg) an den Fuss der Lägern nach Dielsdorf wegen seiner zentraleren und verkehrstechnisch – gemeint war damit wohl die Bülach-Regensberg-Bahn – besseren Lage zum Bezirkshauptort ernannt, dem heutigen Bezirk Dielsdorf. Zum neuen Bezirk gehörten 23 Gemeinden im Glatt-, Furt- und Wehntal. Erst 1934 schied Affoltern im Wehntal durch die Eingemeindung in die Stadt Zürich aus.

## Organisation, Verwaltung und Gerichtsbarkeit (Landvogtei)

### Organisation und Verwaltung
Die Stadt Zürich verwaltete die Herrschaft Regensberg als sogenannte «Äussere Vogtei» (Landvogtei). Ein Landvogt residierte auf Schloss Regensberg und nahm die Herrschaftsrechte im Namen von Zürich wahr. Üblicherweise war der Landvogt ein Mitglied des Grossen Rats der Stadt Zürich, das dafür aber für die Amtszeit aus dem Rat ausschied. Im Gegensatz zu den Obervogteien bestand für die Landvögte eine Residenzpflicht in der Vogtei. Die Amtszeit der Landvögte betrug seit 1543 sechs Jahre, eine zweite Amtsdauer war ausgeschlossen.
Zwei Obervögte amtierten auch in den Äusseren Vogteien in einem jährlichen Turnus, seit dem 16. Jahrhundert amtieren die beiden sich ablösenden Vögte kollegial. Ihre Amtszeit war nicht beschränkt.
Schloss Regensberg war Sitz und Wohnstätte der vom Grossen Rat von Zürich eingesetzten Landvögte. Diese stammten durchwegs aus einflussreichen und bedeutenden städtischen Bürgerfamilien. Die Landvögte hatten ihr Amt in Vertretung der stadtzürcherischen Obrigkeit zu erfüllen und mussten sich an die von Zürich gesetzte Rechtsordnung halten und für deren Einhaltung sorgen. Sie waren oberster Justiz- und Verwaltungsorgan zugleich.

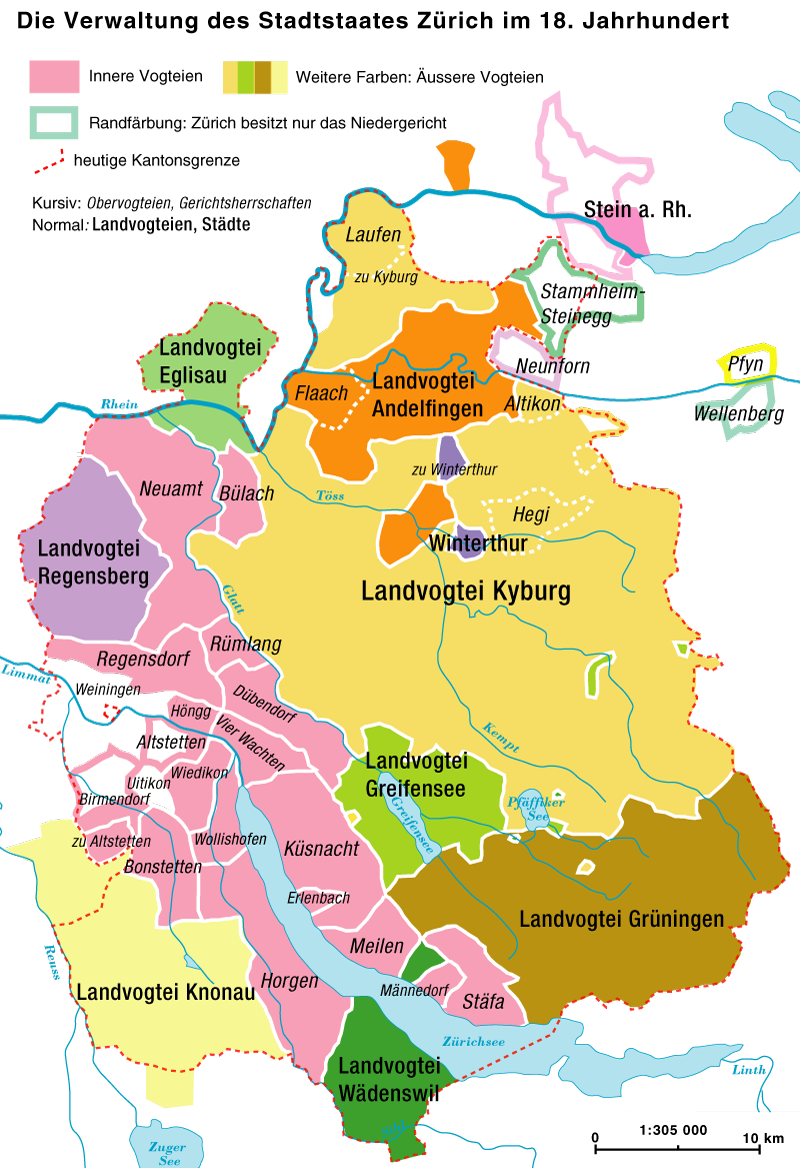
Die Verwaltungsgliederung des Zürcher Stadtstaats bis 1798

In der Landvogtei Regensberg (1409–1798) standen rund ein Dutzend Burgen sowie 12 Pfarrgemeinden:
- Regensberg
- Dielsdorf
- Bachs
- Boppelsen
- Buchs
- Schleinikon
- Schöfflisdorf
- Niedersteinmaur
- Obersteinmaur
- Sünikon
- Niederweningen
- Oberweningen

Enklaven: Das Kloster Fahr bleibt bis heute eine Enklave des Kantons Aargau. (Auflistung unvollständig)

### Gerichtsbarkeit
Das Amtsrecht der Landvogtei, bestehend aus straf- und zivilrechtlichen Satzungen, wurde 1538/46 bereinigt und neu aufgezeichnet.
Der Landvogt war Statthalter der städtischen Obrigkeit und Vorsitzender des Amtsgerichts. Er sorgte für den Vollzug der Mandate, siegelte Urkunden, nahm Rechnungen über die Gemeindegüter ab. Ausserdem verwaltete er das Schlossgut und dessen Einkünfte, worüber der Obrigkeit in Zürich jährlich Rechenschaft abzulegen war.
Einen Eindruck von der Vielfalt der Amtsgeschäfte eines Zürcher Landvogtes vermittelt das um 1770 entstandene Register über die im Schloss Regensberg in dem oberen Teil des Schreibtisches in der Audienzstuben befindliche Schriften.
Das Herrschaftsgericht übte die obere Gerichtsbarkeit aus, niedere Gerichtsbarkeiten standen den Gerichtsherrschaften (Auflistung unvollständig) zu in:
- Dielsdorf, die niedere Gerichtsbarkeit ging um 1302 von den Regensbergern an die Habsburger über, die 1313 mit der Landgrafschaft Zürich auch das Hochgericht erwarben.[13]

Die Hofgerichte entstanden im frühen Mittelalter und wurden zusehends von den Herrschaftsgerichten verdrängt.
Wegen der heterogenen Zusammensetzung der Herrschaft galten wohl verschiedene Öffnungen respektive Sonderrechte. Im 16. Jahrhundert wird das «Gericht der Zwölf» (in Grüningen) erwähnt, das spätere Herrschaftsgericht, das die spätmittelalterlichen Hofgerichte wohl in den meisten Landvogteien ablöste.
Die Blutgerichtsbarkeit lag üblicherweise beim Landtag – eine Appellationsmöglichkeit an den Zürcher Rat bestand nicht.
Das Privatrecht wurde erst mit dem Amtsrecht von 1668 (beispielsweise in Grüningen) vereinheitlicht, ob in allen Zürcher Herrschaften beziehungsweise auch in Regensberg, bedarf der Klärung.

## Wappen

Wappen der Regensberger und von Regensdorf

Blasonierung: Auf weissem Hintergrund drei Pfähle in Blau, von einem einfachen horizontalen Balken in Rot überzogen
Die Freiherren von Regensberg, deren Stammburg bei Regensdorf liegt, führten einen fünfmal gespaltenen Schild, überliefert auf einer Grabplatte von 1281 und einem Siegel von 1291. Das Wappen wurde – um den Balken vermehrt – zum Abzeichen der zürcherischen Obervogtei. Auf der Ämtertafel von 1576 ist das mit einem Doppelbalken überzogene Wappen noch mit Regensberg überschrieben, auf Konrad Meyers Vogteitafel von 1674 dagegen mit Regensdorf. Hier sind nun deutlich drei Pfähle zu erkennen, von einem einfachen Balken überzogen. Die Gemeinde Regensdorf übernahm das Vogteiwappen, so für die Gemeindescheibe von 1683.